# Лилльское кружево
Лилльское кружево — разновидность коклюшечного кружева, которое изготавливали в Лилле (Франция), также известном как Райсел. Это было легкое кружево, популярное в XVIII веке в черном и белом цветах.
Многие исследователи отмечают, что кружеву  не хватало богатого дизайна валансьенского кружева .

## История
Его качество ухудшилось после Французской революции, и к 1800 году его носили только «самые обычные женщины».
В первой половине XIX века эскизные линии, сделанные только из канители, были заключены в облачную простую сетку, облегченную только россыпью крошечных точек (point d’esprit).
После Французской революции 1848 года кружево практически не  производилось в коммерческих целях.
Академия кружева пытается увековечить эту утраченную традицию 

## Особенности
В основе легчайшего и нежного лилльского льняного кружева — воздушная сетка из шестигранных петель. Каждый завиток имеет четыре стороны, образованные двумя нитями, переплетенными вместе, и две другие, полученные путем скрещивания в плетении. Узоры созданы из цельных петель и окружены толстой декоративной нитью. Мотивы композиций в основном цветочные и растительные. На некоторых изделиях изображаются традиционные французские цветочные горшки; такой вид кружева носит название «Горшочное».
Центральные части цветочных композиций декорируют стильные петли орнамента. Основа самого кружева часто украшена разбросанными по ткани квадратными points d’esprit.
В Лилле изготовлялось кружево малин (по французскому названию фламандского города Мехельн) с орнаментом в стиле рокайль («раковина»). Контур цветочного рисунка выделывался очень плотной блестящей нитью, что делало работу рельефной и объемной. Кружево малин служило для отделки манжет и бальных батистовых платьев, для изготовления пышных жабо.

## Использование
Мастерство Лилля было популярным не только во Франции, работы традиционно использовались для украшения шляпок в провинциях Голландии.

## Современность
В 1960-х гг. производство кружева в северо-восточной части Франции сократилось из-за общего кризиса хлопчатобумажных мануфактур в Европе. Сегодня на некоторых текстильных фабриках возрождено традиционное производство кружева (машинное). В пригородах Лилля работают школы древнего и современного текстильного дизайна. В одном из старинных центрах кружевоплетения, в Марк-ан-Барёле, пригороде Лилля, основано предприятие компании Promod, производящее дизайнерскую молодёжную одежду. Лилльские образцы можно увидеть в Международном музее кружева и моды в Кале. В сельской местности некоторые мастерицы выполняют ручные работы в традициях высокого художественного ремесла.

## Галерея
- Лилльское кружево; хранится в Музее моды Антверпена.
- Кружевная блузка Lille, Музей моды в Антверпене
- Лилльское кружево XIX века; хранится в Оклендском военном мемориальном музее.